# Diga di Bannalp
La diga di Bannalp è una diga di terra che si trova nel Canton Nidvaldo.

## Descrizione
Ha un'altezza di 37 metri e il coronamento è lungo 235 metri. Il suo volume è di 139.000 metri cubi. Lo sfioratore ha una capacità di 64 metri cubi al secondo.
Il lago creato dalla diga è il Bannalpsee, lungo 600 metri e ha un volume massimo di 1,7 milioni di metri cubi d'acqua.

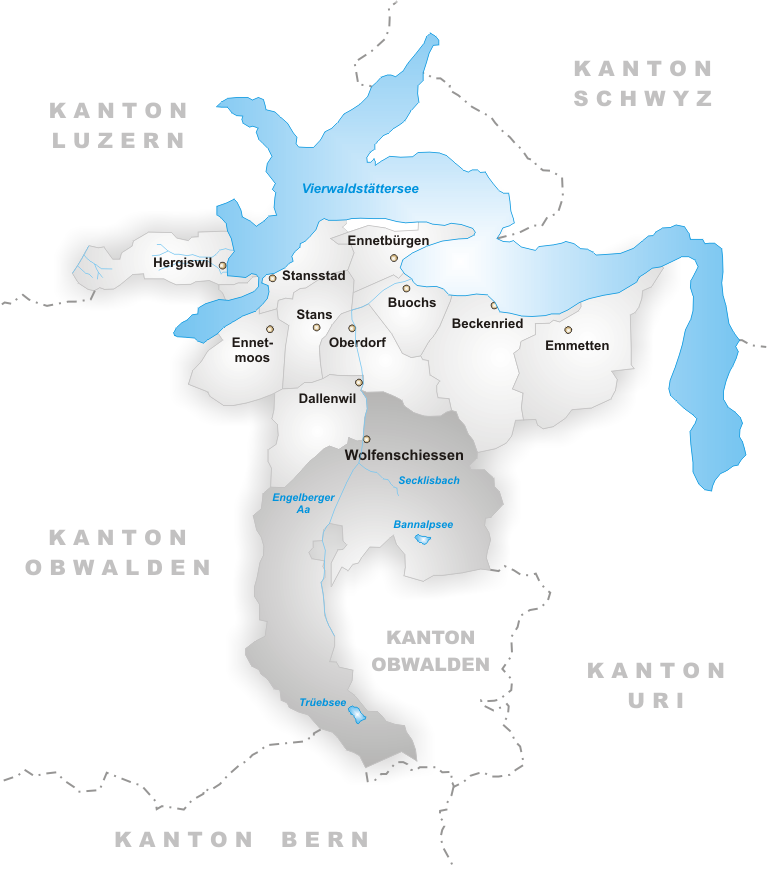
Mappa di Wolfenschiessen, comune dov'è posta la diga, nella parte destra del comune.